# Манус (провінція)
Манус — провінція Папуа Нової Гвінеї, що включає в себе острови Адміралтейства. Столиця провінції — Лоренгау (6313 осіб — дані за 2013), розташована на північно-східному узбережжі острова Манус — найбільшого в архіпелазі.

## Географія
Площа провінції становить 2000 км² (21-ше місце).
На невеликому острові Лос Негрос знаходиться аеропорт Момот. З Момот регулярно літають літаки в Кавіенг, Лае та Порт-Морсбі. Крім аеропорту Момот, на острові Манус розташована злітно-посадкова смуга Лоренгау.
У провінції Манус знаходиться всього один однойменний округ (район), він має єдине місто — Лоренгау.

## Населення
За результатами перепису населення у 2000 році чисельність жителів становила 43 387 осіб, що відповідало 22-му місцю серед провінцій країни. За переписом 2011 року населення провінції становило 60 485 осіб (22-ге місце).
| 1980   | 1990    | 2000    | 2011    |
| ------ | ------- | ------- | ------- |
| 26 036 | ▲32 840 | ▲43 387 | ▲60 485 |